# Casper y la mágica Wendy
Casper y la mágica Wendy es una película estadounidense estrenada en 1998, dirigida por Sean McNamara y protagonizada por Cathy Moriarty, Shelley Duvall, Teri Garr y Hilary Duff en los papeles principales. Es un spin-off de la película Casper (1995) y una secuela de Casper: A Spirited Beginning. Distribuida directamente por 20th Century Fox Home Entertainment en formato vídeo.

## Sinopsis
Cuando al malvado hechicero Desmond (George Hamilton) le informan que hay una bruja más poderosa que él decide enviar a dos de sus secuaces para capturarla y desterrarla al Místico abismo del terror. Ésta no es nada más y nada menos que Wendy (Hilary Duff), una niña de once años que está de vacaciones junto a sus tres tías en Sunnybrite. Pero, no es la única que está de vacaciones allí: también disfrutan de unos días de descanso Casper y sus tres tíos en esas vacaciones se conocen estas dos amigables personas o brujita y fantasma

## Reparto
- Hilary Duff - Wendy
- Cathy Moriarty - Gerti, tía de Wendy
- Shelley Duvall - Gabby, tía de Wendy
- Teri Garr - Franny, tía de Wendy
- George Hamilton - Desmond Spellman
- Richard Moll - Jules
- Blake Foster - Josh Jackman
- Logan Robbins – Amigo de Josh
- Vincent Schiavelli - Vincent
- Michael McDonald - Spike
- Travis McKenna - Phil
- Patrick Richwood - Vince
- Ben Stein - Abogado
- Alan Thicke - Anunciador
- Casper Van Dien - Tripulante

Voces
- Jeremy Foley - Casper
- Jim Ward - Stretch, tío de Casper
- Bill Farmer - Stinky, tío de Casper
- Jess Harnell - Fatso, tío de Casper
- Pauly Shore - El Oráculo

- Datos: Q1048170